# Arzava
Arzava je bila regija in politična entiteta (kraljestvo ali zveza lokalnih državic) v zahodni Anatoliji  v drugi polovici 2. tisočletja n. št. (približno od 15. stoletja pr. n. št. do začetka 12. stoletja pr. n. št.). Domneva se, da je bilo jedro države ob reki Kestos (turško Küçük Menderes). Njena prestolnica je bila Apasa, kasnejši Efez. Ko so Arzavo podjarmili Hetiti, so jo razdelili v tri province. Južna provinca ob reki Meander se je imenovala Mira in kasneje Karija. Provinca ob reki Gediz se je imenovala Dežela ob reki Seha in kasneje Lidija. Vzhodna provinca se je imenovala Hapala.
Predhodnico Arzave Asuvo, v katero so bili vključeni tudi deli zahodne Anatolije, so podjarmili Hetiti kralja Tudhalije I. okoli leta 1400 pr. n. št. Arzava je bila zahodna hetitska soseda in tekmica Srednjega in Novega hetitskega kraljestva. V hetitskih besedilih je omenjena kot tesna zaveznica Ahijave, ki ustreza Ahajcem v mikenski Grčiji. Ahajci in Arzava so v več obdobjih sklenili zvezo proti Hetitom.

## Kraljestvo
Po podatkih v hetitskih virih je bila prestolnica kreljestva Arzava Apasa, kasnejši grški Efez.
Jezika, ki se je govoril v Arzavi v bronasti in zgodnji železni dobi zaradi pomanjkanja pisnih virov ni mogoče določiti. V preteklosti je veljalo, da je prevladovala luvijščina. Pred kratkim se je ugotovilo, da sta bili Luvija in Arzava ločeni entiteti, ker je Luvija v hetitskih zakonih omenjena kot del Hetitskega starega kraljestva, Arzava pa je bila v tem času neodvisna. Več sodobnih študij zavrača ali vsaj dvomi v geografsko istovetnost Luvije in Arzave. Eden od znanstvenikov trdi, da v Arzavi ni bilo veliko Luvijcev in da so prebivalci govorili proto-lidijski in proto-karijski jezik. Razlike med jezikoma niso bile velike, ker karijski jezik spada v luvijsko vejo anatolskih jezikov. Vprašanje, ali so bili Luvijci arzavska elita, še vedno nima dokončnega odgovora. 
Kraljestvo Arzava je doseglo višek v 15. in 14. stoletju pr. n. št. Hetitska država je bila v tem času šibka, Arzava pa je sklenila zavezništvo z Egiptom. Zavezništvo je dokumentirano v tako imenovanih Arzavskih pismih med arzavskim vladarjem Tarhundaradujem in faraonom Amenofisom III., ki so del Amarnskih pisem (EA 31 in EA 32). Pisma so bila pomembna osnova za razvozlanje hetitskega jezika, v katerem so pisana.
Po hetitskih dolumentih se je Arzava okoli leta 1320 pr. n. št. pridružila protihetitski zvezi, v kateri je bila tudi pokrajina Milavanta (Milet) pod kraljem Ahijavo. Del zveze je bila zagotovo tudi mikenska Grčija. Hetitska kralja Šupiluliuma I. in Muršili II. sta okoli leta 1300 zvezo razbila in dokončno podjarmila Arzavo. Arzavski kralj je pobegnil na ozemlje, ki je bilo pod grško oblastjo. Hetiti so Arzavo razdelili na tri vazalna kraljestva:
- Mira,
- Hapala in
- Reka Seha.

Za reko Seha velja, da je istovetna s sedanjo reko Gediz, čeprav jo nekateri znanstveniki istovetijo z reko Bakırçay.
Muršilijev sin Muvatali II. je k svojemu cesarstvu kot vazala priključil tudi Vilušo (Troja).
Leta 1998 je J. David Hawkins uspel prebrati napis na Karabelskem reliefu na Karabelskem prelazu približno 20 km od İzmirja. Iz napisa je razvidno, da je bilo kraljestvo Mira južno od Sehe, se pravi ob reki Gediz.
Ta kraljestva so v hetitskih dokumentih omenjena enostavno kot "dežele", zato so morda obstajala že v Arzavskem kraljestvu.
Znane zahodnoanatolske bronastodobne regije in/ali politične entitete, ki niso omenjene, vendar so bile del arzavskega kompleksa, so:
- dežela Masa/Maša, povezljiva z železnodobno Misijo,
- Karkija, povezljiva z železnodobno Karijo,
- Luka, povezljiva z železnodobno Likijo.

Po propadu Hetitskega kraljestva so novohetitske države južni Anatoliji in Siriji delno sledile hetitski zgodovini. Povezave z zahodom so se prekinile do te mere, da so bile dežele Arzave zaskrbljene in ubrale svojo razvojno pot, ki se je končala z nastankom Lidije kot države pod oblastno Mermnadske dinastije v 7. stoletju pr. n. št. 

## Kralji Arzave od 15. do 13. stoletja pr. n. št.
- Kupanta-Kurunta okoli 1440 pr. n. št.
- Maduvata iz Zipasle, ki je podjarmil Arzavo in bil morda njen kralj okoli 1420 pr. n. št.
- Tarhundaradu okoli 1370. pr. n. št.
- Anzapahadu okoli 1350 pr. n. št.
- Pijama-Kurunda okoli 1343  pr. n. št.
- Tapalazunaulis okoli 1342 pr. n. št.
- Muva-Malvis
- Manapa-Tarhunta okoli 1340 pr. n. št.
- Ura-Tarhunta okoli 1330 pr. n. št.
- Tarksnava okoli 1320 pr. n. št.
- Uha-Ziti, poražen od Muršilija II. okoli 1320 pr. n. št.
- Ura-Hatuša okoli 1315 pr. n. št.
- Mašturi okoli 1310 pr. n. št.
- Pijama-Radu okoli 1300 pr. n. št.
- Tarhuna-Radu okoli 1245 pr. n. št.

## Zanimivost
Britanska odprava v Beycesultan v notranji zahodni Anatoliji leta 1954 je odkrila, da je imel lokalni kralj v svoji hiši centralno ogrevanje, ki ga je ponovno odkril Gaj Sergij Orata v antičnem Rimskem cesarstvu okoli leta 80 pr. n. št.